# Žárový vrch
Žárový vrch (1101 m n. m.) je hora v Medvědské hornatině, která je severovýchodní částí Hrubého Jeseníku. Vypíná se 4 km severně od Karlovy Studánky a 6 km severovýchodně od Pradědu, který je jeho mateřským vrcholem. Z vrcholových skalisek jsou dobré výhledy.

## Okolí
Na celém Žárovém hřbetu jsou četné izolované skály, mrazové sruby, kryoplanační terasy a balvany. Asi 600 m jihozápadně od vrcholu, u cesty k Sedlové boudě, se nachází výrazná skála, vysoká přes 10 metrů, nazvaná autory projektu Tisícovky Čech, Moravy a Slezska Žárový vrch - JZ vrchol (1012 m n. m.). Asi 850 metrů severovýchodně se nachází nevýrazná kupa zakončená výraznou skalou a pojmenovaná Žárový vrch - SV vrchol (1045 m n. m.).
Na západním svahu se rozkládá přírodní rezervace Jelení bučina, chránící přirozený porost buku, klenu a smrku pralesovitého charakteru v nadmořské výšce 800–930 m.

## Přístup
Necelý kilometr od vrcholu vede po tzv. Zámecké cestě cyklotrasa č. 6068 z Vrbna pod Pradědem do sedla Pod Lyrou nad Karlovou Studánkou. Zámecká cesta vede i kolem Sedlové boudy, od které vede na vrchol Žárového vrchu neznačený průsek, dlouhý necelý kilometr, s převýšením 150 metrů.